# Zythos avellanea
Zythos avellanea är en fjärilsart som beskrevs av Louis Beethoven Prout 1932. Zythos avellanea ingår i släktet Zythos och familjen mätare. Inga underarter finns listade i Catalogue of Life.